# Mystici Corporis Christi
Mystici Corporis Christi (Latijn voor Over het mystiek Lichaam van Christus) is een encycliek uitgevaardigd door paus Pius XII op 29 juni 1943 welke tot onderwerp het mystiek Lichaam van Christus en de Kerk had.
De encycliek wordt gezien als een belangrijk stuk, aangezien het de eerste keer is dat Pius XII zijn visie op de Kerk in deze hoedanigheid behandelt. De Kerk wordt een lichaam genoemd, omdat het een levende entiteit is; ze wordt het lichaam van Christus genoemd, omdat Christus haar Hoofd en Stichter is; ze is noch een puur fysieke noch een puur spirituele eenheid, maar is supranationaal.
"Wij vormen in Christus met velen één lichaam." (Rom. 12, 5) (MC 14)
De encycliek keert zich zowel tegen rationalisme en naturalisme, als tegen valse mystici, die zich tegen de leer van de Kerk afzetten. Er wordt herinnerd aan de biecht (MC 89), naastenliefde, de katholieke actie en bidden (MC 98-101). De encycliek gaat tot conclusie in op de mariologie van paus Pius XII.